# São Sebastião do Alto
São Sebastião do Alto là một đô thị thuộc bang Rio de Janeiro, Brasil. Đô thị này có diện tích 397,18 km², dân số năm 2007 là 8809 người, mật độ 22,2 người/km².